# Charles Otis Whitman
Charles Otis Whitman (6 de diciembre de 1842–14 de diciembre de 1910) fue un zoólogo estadounidense, influyente al fundar la etología clásica. Educador dedicado quién prefirió enseñar a poco alumnado de investigaciones a la vez,  hizo contribuciones importantes en las áreas de evolución y embriología de gusanos, anatomía comparada, herencia genética, y comportamiento animal. Es el "Padre de la zoología" en Japón.

## Biografía
Nació en Woodstock, Maine. Sus padres eran adventistaas pacifistas; e, impidieron sus esfuerzos en alistarse en el ejército de la Unión en 1862. Trabajó como profesor de tiempo parcial, y convertido al unitarismo. 
Se graduó por la Bowdoin Universidad en 1868. Tras eso devino rectora de la Westford Academia, una pequeña Facultad unitaria preparatoria universitaria fuera de Lowell, Massachusetts. En 1872 se mudó a Boston y luego devino miembro de la Sociedad de Boston de Historia Natural en 1874,  decidió estudiar, con dedicación exclusiva, a la zoología. En 1875 fue a la Universidad de Leipzig en Alemania para completar un Ph.D. que obtiene en 1878.

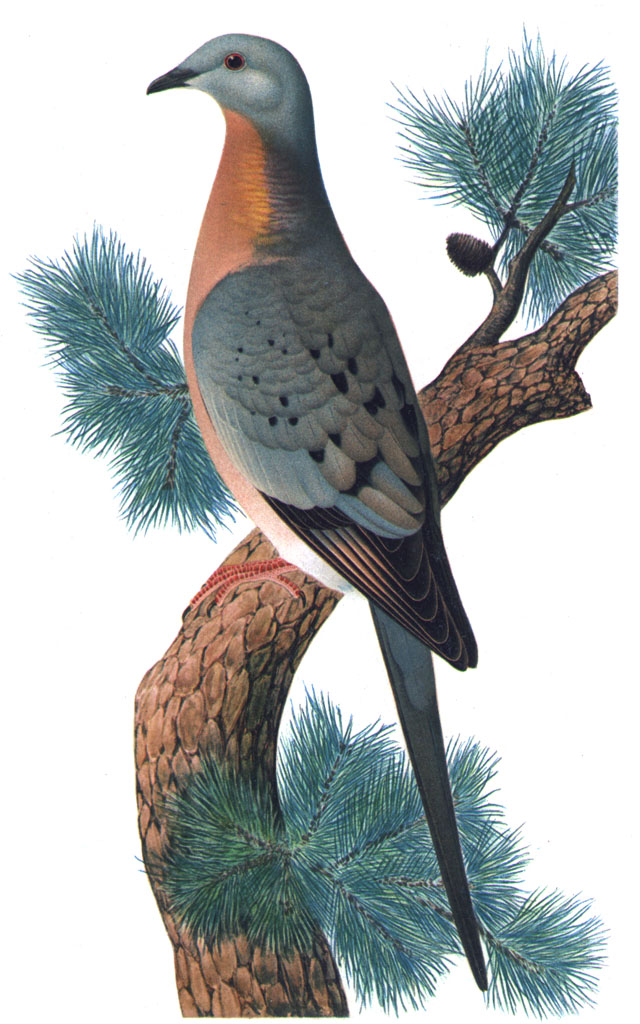
Dibujo de un Ectopistes migratorius (palomo migratorio) de uno de los libros de Whitman.

Un año más tarde recibió una beca postdoctoral en la Universidad Johns Hopkins, pero inmediatamente lo dejó cuándo lo recomienda el biólogo Edward Sylvester Morse, siendo contratado por el gobierno japonés para suceder a Morse como profesor en la Universidad Imperial de Tokio de 1879-1881. Influido por su formación en Alemania,  introduce métodos sistemáticos de búsqueda biológica, incluyendo el uso del microscopio.
Después de dejar Japón, Whitman hizo investigaciones en la Estación Zoológica de Nápoles (1882), deviniendo ayudante en el Museo de Zoología Comparativa, Universidad de Harvard (1883–5), luego dirigió el Laboratorio Allis Lake, en Milwaukee (1886–9), donde funda la Revista de Morfología (1887).
En 1884, Whitman se casó con Emily Nunn. Se mudó a Clark Universidad (Worcester, Massachusetts) (1889–92), entonces devino profesor y curador del Museo Zoológico en la Universidad de Chicago (1892–1910) mientras al mismo tiempo sirvió de director fundador del Laboratorio Biológico Marino, Woods Hole, Massachusetts (1888–1908).   Durante los 1880s, Whitman se estableció como la figura central de la biología académica en EE. UU. Sistematizó los procedimientos de europeos anatomistas y zoólogos que habían desarrollado en las pasadas dos décadas.
Sobre el curso de su carrera, Whitman trabajó con más de 700 especies de palomos, estudiando la relación entre variaciones fenotípicas y herencia. En 1901, el último grupo de palomos de pasajero, descendientes del mismo único casal, estuvo mantenido por Whitman en la Universidad de Chicago. El último intento para criar los especímenes restantes fue hecho por Whitman y el Cincinnati Zoológico, intentos incluidos en hacer posturas de huevos de Palomo de Pasajero adoptivos. Whitman le envió a Martha, el último espécimen conocido, a Cincinnati Zoológico en 1902.
En diciembre de 1910, con 68 años,  cogió un frío, y murió unos cuantos días más tarde.
Whitman fue un evolucionista no darwiniano. Stephen Jay Gould escribió que Whitman no creía en el lamarquismo, darwinismo o mutacionismo, en cambio Whitman fue abogado de la ortogénesis. Whitman solo escribió un libro sobre ortogénesis publicado nueve años después de su deceso en 1919 titulado Orthogenetic evolution in pigeons; y luego en tres volúmenes titulados Posthumous Works of Charles Otis Whitman, Gould expuso que tal texto se escribió "tan tarde, para generar alguna potencial influencia".